# ルイス・ロドウフォ・ジニ・ガイオト
ロドウフォ（Rhodolfo）ことルイス・ロドウフォ・ジニ・ガイオト（ポルトガル語: Luiz Rhodolfo Dini Gaioto、1986年8月1日 - ）は、ブラジルとイタリアの元サッカー選手。現役時代のポジションはDF。

## クラブ歴
パラナ州バンデイランテスに生まれ、地元のウニオン・バンデイランテスFCの下部組織からアトレチコ・パラナエンセの下部組織へと移った。アトレチコ・パラナエンセでトップチームに昇格、2006年9月10日にカンピオナート・ブラジレイロ・セリエA初出場。
2011年にサンパウロFCに移籍。2013年にグレミオFBPAに期限付き移籍。翌2014年8月にグレミオはサンパウロに400万ユーロを支払い完全移籍し2017年12月までの契約を締結、更にはゼ・ロベルトから副主将を引き継いだ。
2015年7月24日にスュペル・リグのベシクタシュJKに1年延長オプションつきの3年契約で移籍。
2017年6月11日に2019年12月までの契約でCRフラメンゴに移籍、移籍金は110万ユーロ。